# 青柳陽一
青柳 陽一（あおやぎ よういち、1938年〈昭和13年〉 - ）は、日本の写真家、写真指導者。

## 経歴
1938年（昭和13年）福島県伊達市保原町生まれ。父親の病院開業のため、小学生から広島県大竹市に住む。広島市の修道高等学校を卒業。多摩美術大学附属芸術学園写真科に進学し、在学中から写真家杵島隆に師事する。
1962年に卒業と同時にフリーとなり、同年に日本広告写真家協会の第1回奨励賞を受賞する。1972年、麻田奈美の写真を雑誌『平凡パンチ』に掲載し、一大センセーションを巻き起こす。その後、女性ポートレート、広告写真の分野で活躍し、多数のCMの企画演出も行った。趣味の釣りで開高健と親交を結び『河は眠らない』（文芸春秋）を上梓した。他の著書・写真集に『ドキュメント岩魚が呼んだ』『APPLE 麻田奈美写真集』『ハワイアンガールズアグネス・ラム』『カメラマン』などあり。また、寬仁親王妃信子の料理レシピ本『思い出の先にはいつもの家庭料理』の企画、撮影も担当。日本広告写真家協会会員。
2021年7月、福島県伊達市梁川町の旧大枝小学校校舎を借り受け、「一般社団法人青柳陽一写真学校」を開設した。